# Anselm Knebusch
Anselm Knebusch (* 1979) ist ein deutscher Mathematiker und Didaktiker, der sich vor allem mit der Didaktik der Ingenieurmathematik befasst. Er interessiert sich insbesondere für die Individualisierung des Lernprozesses unter Einsatz digitaler Werkzeuge und künstlicher Intelligenz, um den Übergang von der Schule zur Hochschule zu verbessern.

## Werdegang
Anselm Knebusch ist Sohn des Mathematikers Manfred Knebusch. Er absolvierte ein Studium der Mathematik an den Universitäten Regensburg und Göttingen. Seine Doktorarbeit schrieb er an der Universität Göttingen und an der Katholieke Universiteit Leuven in Belgien bei Thomas Schick (Göttingen) und Stefan Vaas (Leuven).
Nach Abschluss seiner Promotion wechselte Knebusch in die Didaktik und begann seine berufliche Laufbahn als Lehrer am Gymnasium Schwertstraße in Solingen. Dort entwickelte er erste Ansätze des Computer-begleiteten Lernens (CBL). Später erhielt er eine Berufung an die Hochschule für Technik Stuttgart, wo er im Rahmen eines Qualitätspakt-Lehre-Projekts das Konzept des CBL weiterentwickelte und an die Bedürfnisse der Hochschule anpasste.

### Beitrag zur Didaktik der Mathematik
Als Professor für Didaktik der Mathematik, insbesondere im Bereich der Ingenieurmathematik, konzentriert sich Knebusch darauf, den Lernprozess für Studierende zu individualisieren. Dabei setzt er verstärkt auf den Einsatz digitaler Werkzeuge und künstlicher Intelligenz. Sein Ziel ist es, den Übergang von der Schule zur Hochschule zu erleichtern und zu verbessern, indem er innovative Lehrmethoden entwickelt.
Als relevantes Ergebnis ist her das Konzept Computer begleitetes Lernen mit E-Assessments (CBL) zu nennen. CBL auf der Idee, die Arbeit mit digitalen Selbstlernmaterialien in die Präsenzveranstaltung zu holen. Dieser – möglicherweise paradox anmutende – Ansatz, verfolgt das Ziel ein Studium in individueller Geschwindigkeit zu ermöglichen, während sie gleichzeitig von den Vorteilen des persönlichen Austauschs und der Interaktion mit Lehrenden und Kommilitonen profitieren können. Die Selbstlernmaterialen sind bei CBL stark strukturiert und geben einen möglichen Lernpfad aus Videos uns Aufgaben vor, ermöglichen aber durch Zusatzinhalte und dem Zurückspringen zu älteren Themen ein flexibles Arbeiten.
Knebusch zeigt in „Individualisiertes Lernen mit Computer begleitetem Lernen“, dass Studierende im Rahmen des Konzepts, zu kontinuierlichem Lernen angeregt werden und sie eine höhere Selbstwirksamkeit erfahren.
Weiter war Knebusch, über sein Engagement in der  cosh-Gruppe maßgeblich an der Entwicklung des psychometrischen cosh-Mathematik-Test zur Sekundarstufe 1 beteiligt, welcher in Baden-Württemberg im Schuljahr 2021/22 landesweit den Schulen über das IBBW zu Diagnosezwecken zur Verfügung gestellt wurde. Die Ergebnisse einer vorausgehenden Eichstudie und verschiedenerer Durchläufe wurden auf dem Mint-Symposium 2023 in Nürnberg vorgestellt.
Knebusch bietet über die Gesellschaft für Hochschuldidaktik Workshops zur Weiterentwicklung in der Ingenieurmathematik an und fungiert so als Multiplikator.

### Mitgliedschaften und Engagement
Knebusch ist Mitglied der cosh-Gruppe, einer Organisation von Lehrenden an Universitäten, Hochschulen und Schulen, die sich mit dem Übergang von der Schule zur Hochschule befasst. Durch seine Mitgliedschaft trägt er aktiv dazu bei, den Übergangsprozess zu optimieren und Lehrkonzepte zu entwickeln, die den Bedürfnissen der Studierenden gerecht werden.
Neben dem cosh-Mathematik-Test, stellt der Mindestanforderungskatalog (MiAnKa) ein wichtiges Resultat der cosh-Gruppe dar, um die Anforderungen beim Übergang Schule-Hochschule im MINT-Bereich transparent zu machen.

### Auszeichnungen
Im Jahr 2024 wurde Knebusch, für das Konzept CBL, mit dem Ars Legendi Fakultätspreis Mathematik des Stifterverbands, für herausragende Leistungen in der Lehre und Didaktik der Mathematik, ausgezeichnet.